# Trubine
Trubine este un sat din comuna Bijelo Polje, Muntenegru. Conform datelor de la recensământul din 2003, localitatea are 218 locuitori (la recensământul din 1991 erau 191 de locuitori).

## Demografie
În satul Trubine locuiesc 143 de persoane adulte, iar vârsta medie a populației este de 30,0 de ani (28,6 la bărbați și 31,7 la femei). În localitate sunt 42 de gospodării, iar numărul mediu de membri în gospodărie este de 5,19.
|  |

| Demografie | Demografie | Demografie |
| An         | Locuitori  | Locuitori  |
| ---------- | ---------- | ---------- |
|            |            |            |
|            |            |            |
|            |            |            |
|            |            |            |
| 1948       | 146        |            |
| 1953       | 174        |            |
| 1961       | 196        |            |
| 1971       | 220        |            |
| 1981       | 203        |            |
| 1991       | 191        | 191        |
| 2003       | 280        | 218        |

| \| Componența etnică conform recensământului din 2003[2] \| Componența etnică conform recensământului din 2003[2] \| Componența etnică conform recensământului din 2003[2] \| Componența etnică conform recensământului din 2003[2] \| Componența etnică conform recensământului din 2003[2] \| \| ----------------------------------------------------- \| ----------------------------------------------------- \| ----------------------------------------------------- \| ----------------------------------------------------- \| ----------------------------------------------------- \| \| \| \| \| \| \| \| Bosniaci \| Bosniaci \| \| 150 \| 68,8% \| \| Sârbi \| Sârbi \| \| 57 \| 26,14% \| \| Muntenegreni \| Muntenegreni \| \| 8 \| 3,66% \| \| Musulmani \| Musulmani \| \| 2 \| 0,91% \| \| necunoscută \| necunoscută \| \| 1 \| 0,45% \| |              |  |     |        |
| Componența etnică conform recensământului din 2003 |              |  |     |        |
| |              |  |     |        |
| Bosniaci | Bosniaci     |  | 150 | 68,8%  |
| Sârbi | Sârbi        |  | 57  | 26,14% |
| Muntenegreni | Muntenegreni |  | 8   | 3,66%  |
| Musulmani | Musulmani    |  | 2   | 0,91%  |
| necunoscută | necunoscută  |  | 1   | 0,45%  |